# Paraspalangia annulipes
Paraspalangia annulipes är en stekelart som beskrevs av William Harris Ashmead 1904. Paraspalangia annulipes ingår i släktet Paraspalangia och familjen finglanssteklar. Inga underarter finns listade i Catalogue of Life.